# 密爾沃基美術博物館
密爾沃基美術博物館（英語：Milwaukee Art Museum，MAM）是位於美國威斯康星州密爾沃基的一座美術博物館，收藏超過35,000件展品，每年有超過35萬人參觀。

## 历史
博物館創建於1888年。博物館共有四層，收藏15至20世紀的歐洲繪畫作品和17至20世紀的美國繪畫作品。在2010年，博物館曾經是美國偶像的節目會場。

## 外部連結
- The Milwaukee Art Museum（页面存档备份，存于）
- Kahler Slater Architects (project architect)（页面存档备份，存于）
- Santiago Calatrava（页面存档备份，存于）
- GRAEF (project engineer)（页面存档备份，存于）
- Interactive 360 panoramas of the MAM（页面存档备份，存于）